# Apiocera rockefelleri
Apiocera rockefelleri är en tvåvingeart som beskrevs av Mont A. Cazier 1982. Apiocera rockefelleri ingår i släktet Apiocera och familjen Apioceridae. Inga underarter finns listade i Catalogue of Life.